# Søværnets Helikoptertjeneste
Søværnets Helikoptertjeneste (SHT) var en niveau 3 myndighed under Søværnets Operative Kommando (SOK), der stod for bemanding, drift og vedligehold af Søværnets 8 Lynx-helikoptere indtil overførsel til Flyvevåbnet den 1. januar 2011 som Eskadrille 723.

## Helikoptertjenestens historie
SHT opstod oprindeligt som en flight under Eskadrille 722, da man modtog den første Alouette III-helikopter i 1962.
I 1977 blev flighten udskilt fra 722 og oprettet som en selvstændig myndighed under SOK med navnet Søværnets Flyvetjeneste.
I 1980 påbegyndte man udskiftningen af de otte Alouette-helikoptere til otte Lynx-helikoptere.
I 2000 blev det besluttet at Søværnets Flyvetjeneste skulle udskilles fra Søværnet og overgå til Flyvevåbnet som en selvstændig eskadrille (Eskadrille 728) under operativ kommando af Flyvertaktisk Kommando (FTK), samtidig med at Hærens Flyvetjeneste skulle omdannes til Eskadrille 724, også under FTK. Samtidig skulle eskadrillen flyttes fra Værløse til Karup. Den administrative overførsel af Søværnets helikoptere blev dog ikke til noget, da internationale forpligtelser ikke tillod Flyvevåbnet at være i besiddelse af så mange helikoptere; de 8 Sikorsky S-61 Flyvevåbnet allerede havde, plus 13 AS550 Fennec og 16 H-500 Cayuse fra Hæren samt 8 Lynx fra Søværnet.
Det blev derfor besluttet at Søværnets Flyvetjeneste skulle forblive i Søværnet, stadig i Karup, men under navnet Søværnets Helikoptertjeneste. Skiftet skete formelt d. 1. januar 2004.